# Algodón ecológico

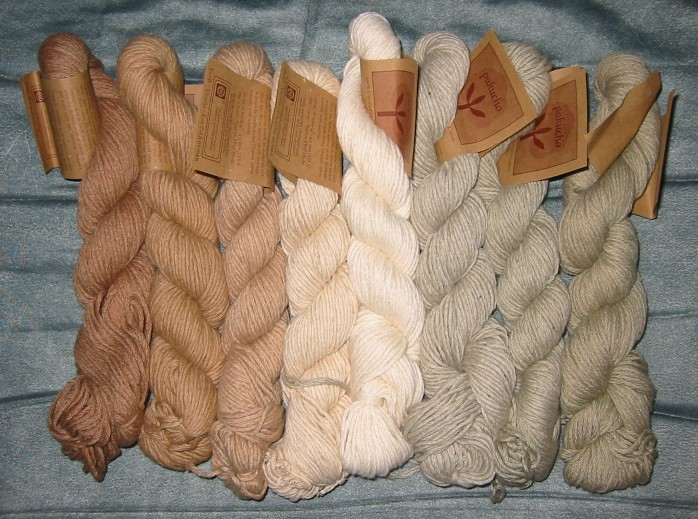
Hilado de algodón ecológico.

El algodón ecológico es generalmente definido como el algodón que es plantado mediante agricultura ecológica en países subtropicales como la India, Turquía, China, y partes de los EE. UU. con plantas no modificadas genéticamente, y sin el uso de cualquier sustancia química agrícola sintética como fertilizantes o pesticidas, a excepción de aquellos permitidos por su certificación ecológica. El objetivo de su producción es el de promover y mejorar la biodiversidad y los ciclos biológicos. En los Estados Unidos, las plantaciones de algodón también tienen que satisfacer los requisitos del Programa Ecológico Nacional (NOP) del USDA para ser considerado eco. Esta institución determina las prácticas permitidas para el control de plagas, crecimiento, fertilización, y manejo de los cultivos ecológicos.
A 2007, 265,517 fardos de algodón ecológico fueron producidos en 24 países y a lo largo del mundo la producción estaba creciendo a una tasa de más del 50% al año. En la temporada 2016/2017, la producción anual global alcanzó las 3,2 millones de toneladas.

## Huella ecológica
El algodón cubre aproximadamente el 2,5% de la tierra cultivada a nivel mundial, pero utiliza el 10-16% de los pesticidas (incluyendo herbicidas, insecticidas, y defoliantes), más que cualquier otro cultivo importante. Las consecuencias medioambientales del uso elevado de químicos en los métodos de cultivo ecológico de algodón incluyen:
- Las sustancias químicas utilizadas en el procesamiento del algodón contaminan el aire y las aguas de superficiales.
- Reducción en la biodiversidad y un cambio en el equilibrio de los ecosistemas debido al uso de pesticidas.[5]

Como es el caso para cualquier comparación entre cultivos ecológicos y "convencionales", se tienen que tomar recaudos para estandarizar por cosecha más que por área ocupada. Como muchos cultivos, la cosecha por hectárea en granjas de algodón ecológico es significativamente menor comparada a los métodos convencionales; esta diferencia en la cosecha significa que el agua utilizada para producir la misma cantidad de fibra de algodón puede ser más alta en los cultivos ecológicos.

## Pesticidas
El algodón ecológico crece sin el uso de pesticidas sintéticos. Aun así, los cultivadores eco son capaces de utilizar una variedad de pesticidas aprobados, incluyendo piretrinas sacadas de las plantas, el sulfato de cobre como molusquicida y fungicida, y una gama de jabones potásicos, entre otros. Las tasas de aplicación de pesticidas ecológicos usualmente pueden exceder a las de los sistemas convencionales de cultivo, principalmente debido a los déficits en la cosecha de los métodos ecológicos, y los pesticidas ecológicos pueden ser tan tóxicos como sus contrapartes sintéticas. Los campos de algodón convertidos al sistema eco deben testearse regularmente para asegurarse que no queden residuos de pesticidas durante un período de transición de unos 2 o 3 años. En algunos casos, las compañías han realizado pruebas sobre los pesticidas residuales en las fibras o las telas para asegurarse que no hay trampas de parte de los granjeros. El uso de insecticidas, herbicidas, fertilizantes, y el agua han declinado en sistemas convencionales como resultado directo de la adopción extendida del algodón modificado genéticamente, el cual a inicios del siglo XXI era responsable de más del 95% del algodón cultivado en los EE. UU., India y China. La certificación ecológica prohíbe el uso de variedades genéticamente modificadas, y los cultivadores ecológicos son incapaces de beneficiarse de la reducción en los impactos medioambientales (p. ej., reducción del uso de pesticidas y agua mientras las tasas de cosecha crecen debido al algodón genéticamente modificado).

## Distribución de producción de algodón ecológico
El algodón ecológico corresponde a tan solo el 1 o 2% de la producción de algodón global, y actualmente está siendo plantado en muchos países. Los productores más grandes en 2018 eran India (51%), China (19%), Turquía (7%) y Kirguistán (7%). La producción de algodón ecológico en África tiene lugar en al menos 8 países. El primer productor, en 1990, fue la organización SEKEM en Egipto; los labradores implicados más tarde convencieron al gobierno egipcio de convertir 400,000 hectáreas de producción de algodón convencional a métodos integrados, consiguiendo una 90% de reducción en el uso de pesticidas sintéticos en Egipto y un 30% de aumento en las cosechas.
Varias iniciativas de la industria para apoyar a cultivadores ecológicos, y de varias compañías, incluyendo Nike, Walmart, y C&A ahora incorporan el algodón eco como parte de sus cadenas de suministro.